# Tephritis glaciatrix
Tephritis glaciatrix
 es una especie de insecto díptero que Günther Enderlein describió científicamente por primera vez en el año 1934.
Esta especie pertenece al género Tephritis de la familia Tephritidae.